# Bookbinders Design
Bookbinders Design är en butikskedja som designar och säljer pappers- och inredningsprodukter för hem- och arbetsmiljö.

## Historia
2002 öppnade Åhnbergs Bokbinderi butiken Bookbinders Design på Norrlandsgatan 20 i Stockholm. Där såldes böcker, pärmar och lådor tillverkade i den egna fabriken i Hägersten. Samtidigt öppnade franchisetagare butiker i Paris och Schweiz.  
2007 bolagiserades Bookbinders Design och butiksverksamheten bedrivs nu i systerbolaget Bookbinders Design International AB.
2009 flyttades huvudbutiken till Humlegårdsgatan på Östermalm.
Bookbinders Design har idag fem konceptbutiker i Stockholm och sex i Schweiz samt ett antal franchisebutiker i länder från Australien och Chile till Frankrike, Norge, Sydkorea och Tyskland.